# ヴァンター川
座標: 北緯60度13分 東経024度59分 / 北緯60.217度 東経24.983度

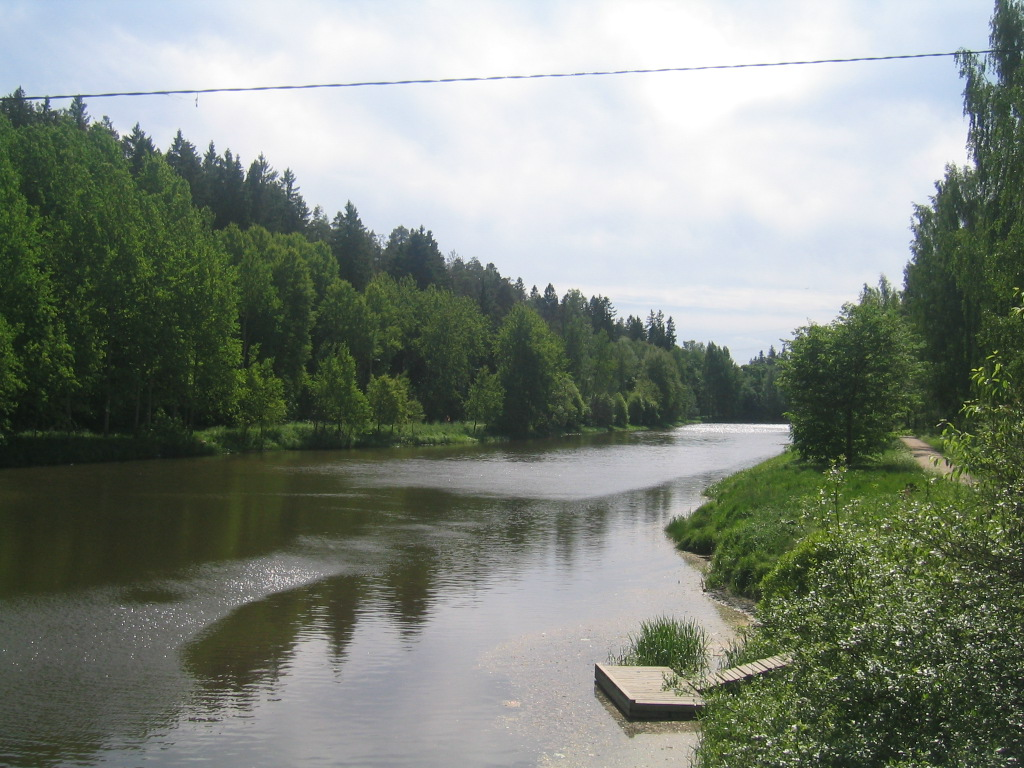
2008年6月のヴァンター川

ヴァンター川（ヴァンターがわ、 スウェーデン語: Vanda å、フィンランド語: Vantaanjoki）は、全長101-キロメートル (63 mi)あるフィンランド・南スオミ州を流れる川。ハウスヤルヴィにあるErkylänjärvi湖を水源とし、ヘルシンキのヴァンハンカウプンギンセルカ（Vanhankaupunginselkä）でフィンランド湾に注ぐ。支流の1つKeravanjokiは、ヘルシンキの北の町・ケラヴァを流れている。スウェーデンの王・グスタフ・ヴァーサは、1550年にヴァンター川の河口にヘルシンキの町を開拓した。

## 水資源の利用

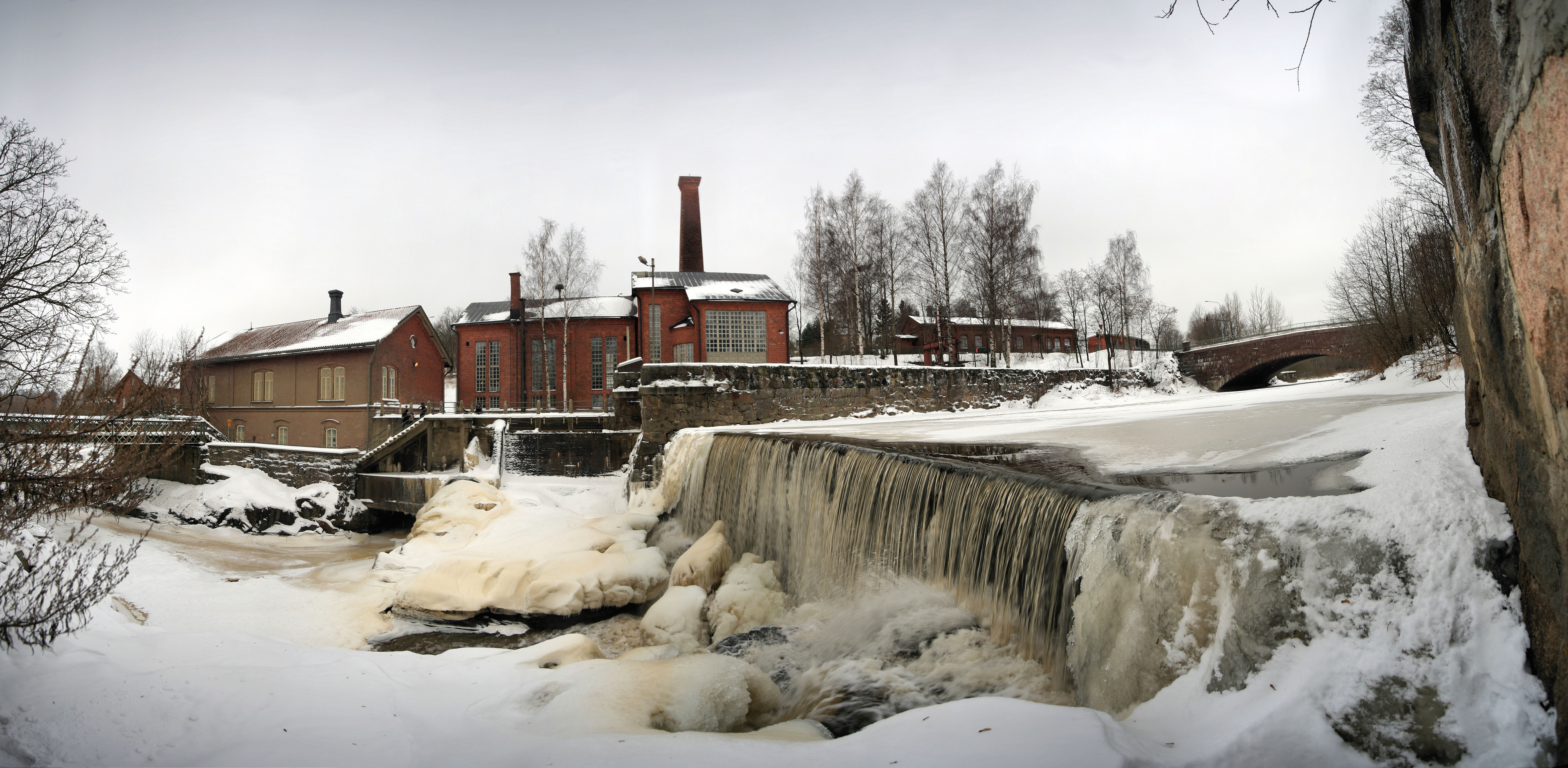
ヴァンハカウプンキにあるヴァンター川の堰と小規模水力発電所

フィンランドの首都ヘルシンキはパイエンネ水トンネルの修理が必要になった際の予備水源としてヴァンター川を利用する。実際に、2008年にトンネル修理のために利用された。
ヘルシンキで電力を供給するヘルシンキ市電力局は、ヴァンター川河口で発電所博物館を運営する。また同局はヴァンター川に設置した同局最古の発電所であるヴァンハカウプンキ水力発電所で年間平均500 MWhの発電を行っている。

## ギャラリー

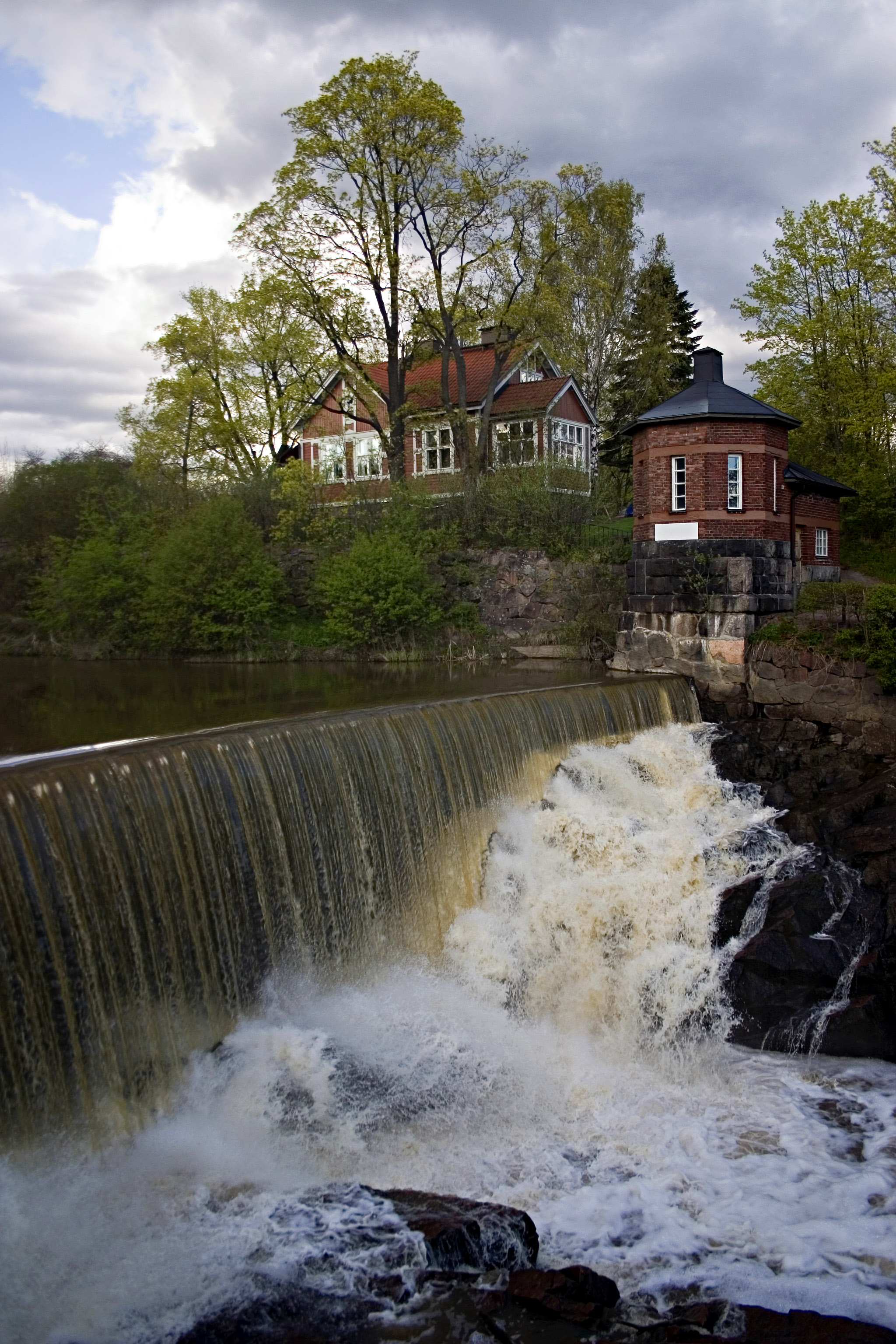
ヴァンハカウプンキンコスキ（Vanhankaupunginkoski）の急流
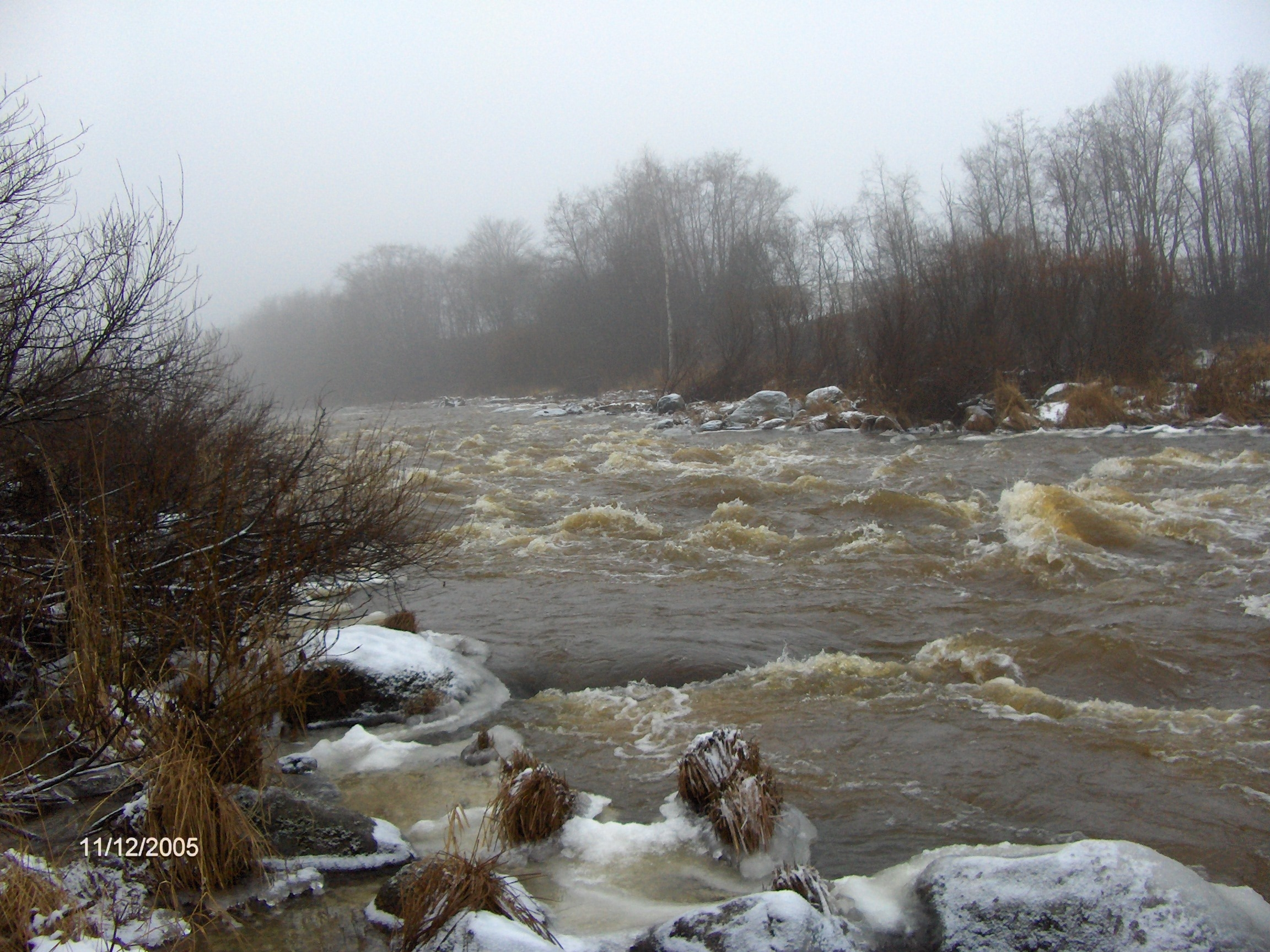
ルーティンコスキ（Ruutinkoski）の急流
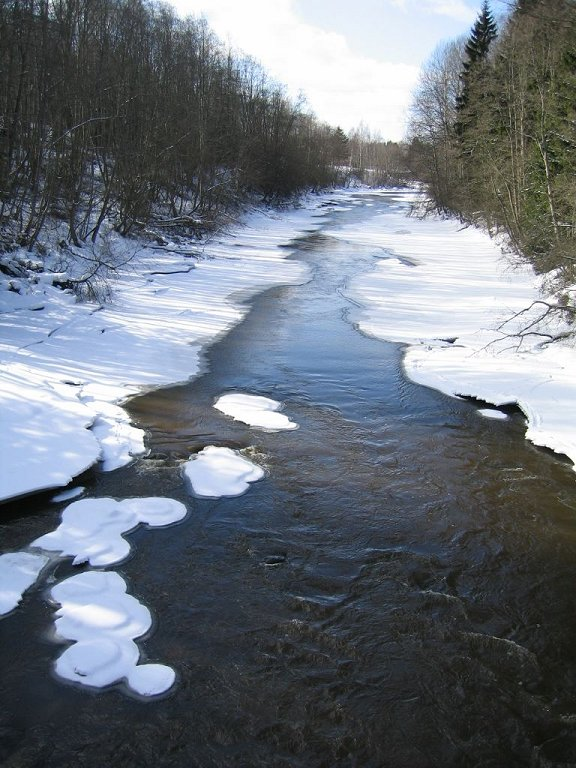
ヘルシンキとヴァンターの境界付近のピトゥカコスキ（Pitkäkoski）の冬季の急流
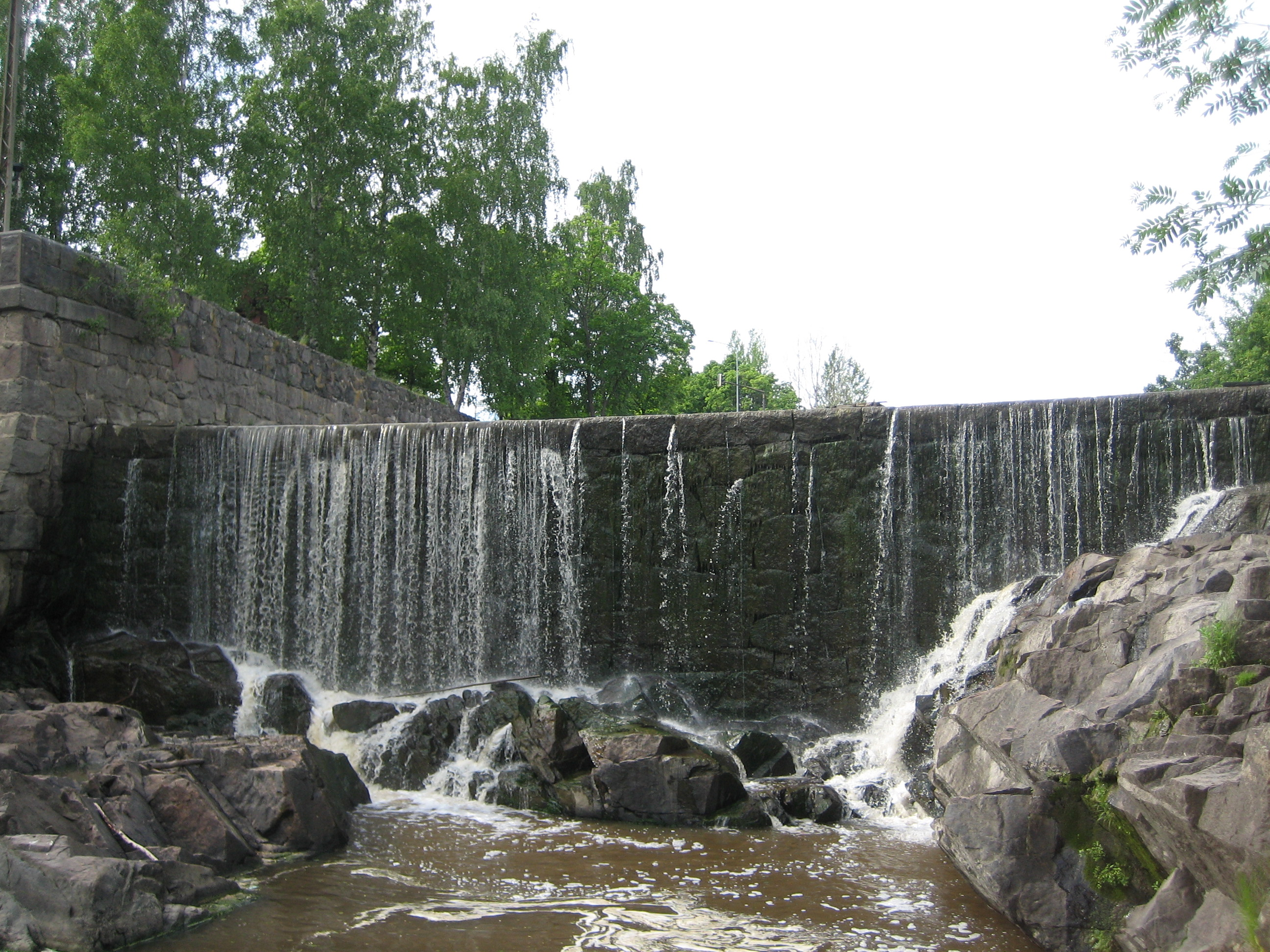
ヴァンター川のダム